# Mangyongdae
Mangyongdae (Hangul: 만경대) là một khu phố ở Mangyongdae-guysok, Bình Nhưỡng, Triều Tiên. Cơ quan Tuyên truyền Triều Tiên tuyên bố Mangyongdae là nơi sinh của nhà lãnh đạo Triều Tiên Kim Nhật Thành, mặc dù trong hồi ký của mình, ông đã viết rằng ông đã được sinh ra ở khu phố lân cận Chilgol. Tuy nhiên, Mangyongdae là quê cha của ông, Kim Hyong-jik và là nơi Kim Nhật Thành đã trải qua thời thơ ấu. Mangyongdae đã được xem là một địa điểm lịch sử kể từ năm 1947 và được liệt kê địa điểm cách mạng (Revolutionary Site) của Triều Tiên.
 Các khu vực lúc trước đã được thay thế bằng bản sao.
Mangyongdae kể từ đó đã được sáp nhập vào thành phố Bình Nhưỡng.

### Trích dẫn
- Corfield, Justin (2014). "Mangyongdae District". Historical Dictionary of Pyongyang. London: Anthem Press. tr. 120–123. ISBN 978-1-78308-341-1.
- Hoare, James (2012). "Mangyongdae". Historical Dictionary of Democratic People's Republic of Korea. Lanham: Scarecrow Press. tr. 257–258. ISBN 978-0-8108-6151-0.